# Etelswita
Ethelswita de Mercia (en inglés antiguo: Æthelswith; 838 o 841 – Italia, 888) fue la única hija conocida de Ethelwulfo rey de Wessex y de Osburga. Se convirtió en reina al casar con Burgred de Mercia, en 853.
La pareja no tuvo descendencia. Su boda probablemente señaló la subordinación de Burgred a su suegro y al reino sajón en un momento en que tanto Wessex como Mercia sufrían ataques daneses (de vikingos). Burgred También tuvo problemas continuos con el Reino de Powys en su frontera occidental y, en 853, Ethelwulfo subyugó el estado galés en nombre de Burgred. Incursiones danesas repetidas a lo largo de los años fueron gradualmente enflaqueciendo militarmente Mercia y, en 868, Burgred fue forzado a convocar al hermano de Ethelswita, el rey Etelredo I para que le ayudara a enfrentar el ejército vikingo atrincherado en Nottingham.
Esa fue la última vez que los mercianos ayudaron a los sajones. El reinado de Burgred duró hasta 874 cuando los vikingos lo expulsaron y huyó a Roma con Ethelswita, donde ella falleció al poco tiempo para ser enterrada en Pavia, en 888.